# Bukephalosz

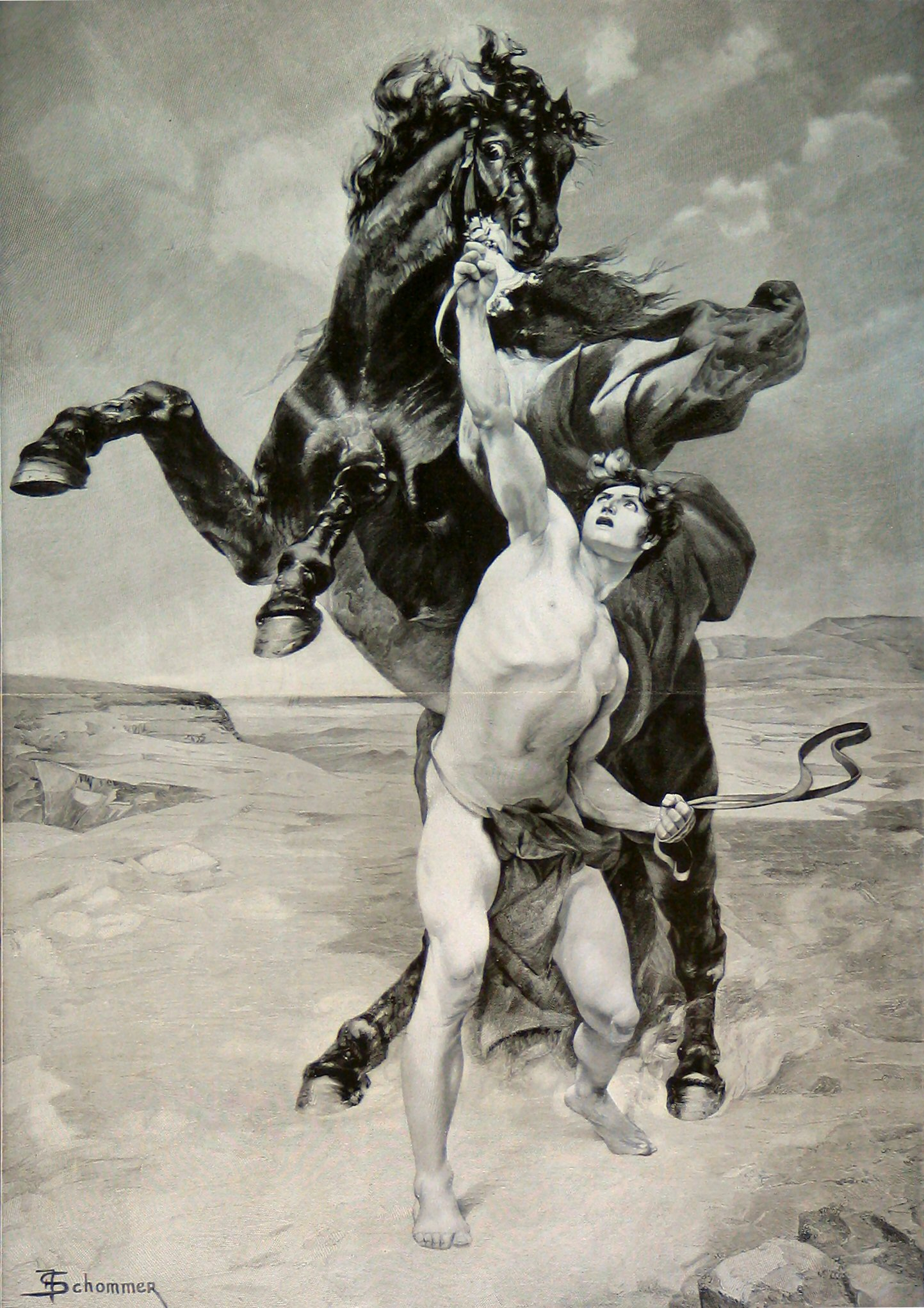
Bükephalosz megszelídítése, François Schommer festménye

Bükephalosz (görögül Βουκέφαλος, a βους és κεφαλή szavakból, jelentése: „ökörfejű”) Nagy Sándor harci ménje volt és bizonyítottan a történelem leghíresebb lova. A római Piazza del Quirinale téren álló lovas szoborcsoport egyik szobra is róla kapta nevét. Az ókori görög „Bukephalosz” szónak latin változata a „Bucephalus”.

## Bükephalosz megszelídítése
Bukephalosz 12 éves korára valóságos szörnyeteggé vált, lehetetlen volt megülni és letépte a húsát mindenkinek, aki ezt megpróbálta. Nagy Sándor azonban tudta kezelni. Plutarkhosz lejegyezte a történetet, ahogyan Kr. e. 344-ben a 12 éves trónörökös megnyerte a lovat. A thesszáliai Philonicus, egy lókereskedő hozta a lovat II. Philipposz királynak összesen 13 tálentumért (vagy 16 tálentumért – idősebb Plinius szerint). Azóta senki nem tudta megülni az állatot, Philipposzt pedig nem érdekelte, ám a fiát, Sándort igen, és megígérte, hogy fizet a lóért, ha nem tudja megszelídíteni. Alexandrosz megpróbálta, és mindenkit meglepett, amikor betörte a lovat. Sándor megnyugtató hangon beszélt hozzá és lassan úgy fordította, hogy a ló ne lássa a saját árnyékát, amelytől megijedt és megvadította, így sikerült megszelídítenie őt. Plutarkhosz úgy írja le az eseményt, hogy mindez arra sarkallta Sándor apját, hogy a következőket mondja a fiúnak: „Óh fiam, legyen olyan királyságod, amely egyenlő és méltó hozzád, mert Makedónia túl kicsi számodra.”
Bukephalosz tenyésztésével és neveltetésével kapcsolatban Pszeudo-Kalliszthenész mitikus szálat vont a ló eredete köré. Ebben a történetben Philipposz saját birtokán tenyésztette ki a csikót és nemes tulajdonságait az állat magától Pégaszosztól örökölte. Az állat mitikus tulajdonságait a delphoi jós is megerősítette, aki azt mondta a makedón királynak, hogy Bukephaloszt, a lovat, melynek vállai közül ökörfej nő ki, egyedül az tudja megülni, aki egykoron majd a világ ura lesz. Néhányan azonban úgy gondolják, hogy Bukephalosz valószínűleg az akhal tekini vérvonalból származott.

## Nagy Sándor és Bükephalosz

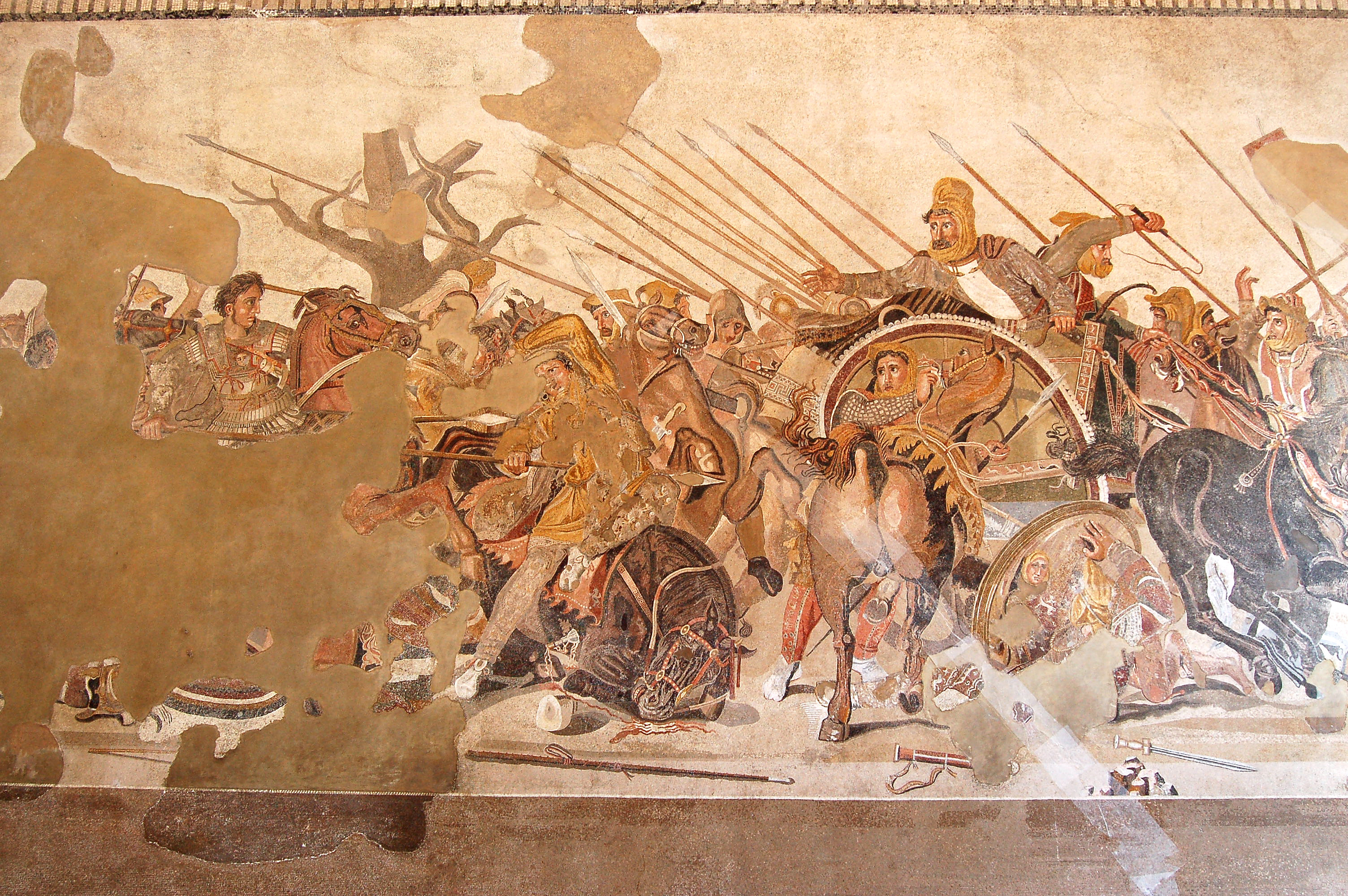
Isszoszi csata – Nagy Sándor Dareiosz ellen

Csatalovai közül Bükephalosz hátán lovagolt a legtöbb csatába Nagy Sándor. Sándor varázslatos lovának legendája rengeteg művész fantáziáját ihlette meg, az ókori világtól a modern korig egyaránt. Egy Pompeii-ben talált mozaik egyik részlete, az „Átkelés a Granikosz folyón” egy olyan csatalovat ábrázol, mely a lejtős iszapos folyómederben küzd, harapva és rúgva az ellenséget. (A mozaik ma a Louvre múzeumban található). 

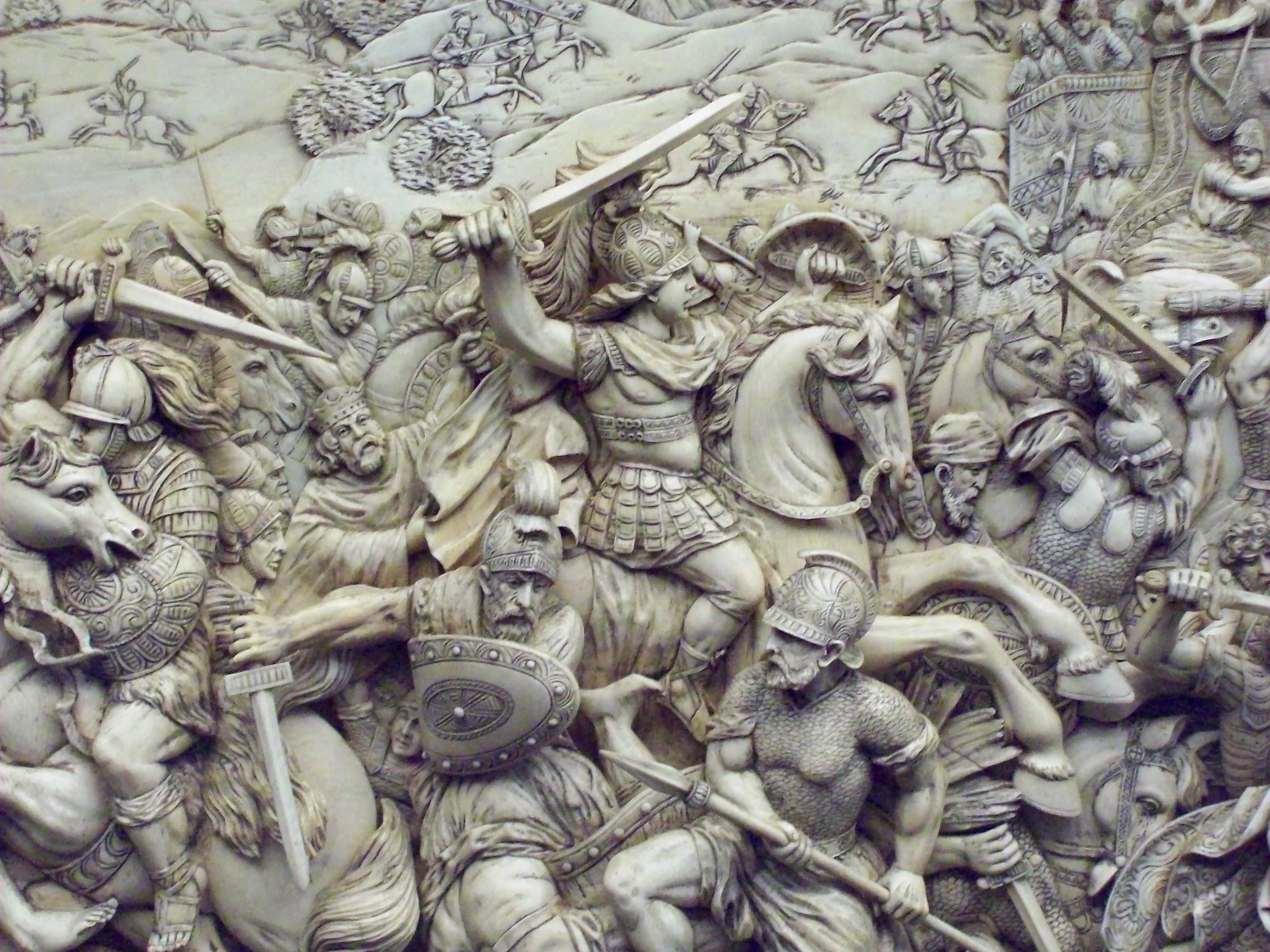
Nagy Sándor és Bükephalosz a gaugamelai csatában

Akárcsak a hős előd, Akhilleusz, Sándor is úgy tekintette lovait, mint akik „felülmúltak mindenki mást, ezért megérdemlik a halhatatlanságot. Poszeidón ajándékozta atyámnak, Péleusznak, aki azután nekem adta őket”.
Bukephalosz 28 és 30 éves kora között, Kr. e. 326 júniusában pusztult el az indiai árja területeken, miután halálos sebet szerzett a Hüdaszpész menti csatában. Sándor azon nyomban megalapította lova emlékére Bukephalia városát. A város a Hüdaszpész folyó nyugati partján fekszik (ma Jhelum városaként ismert, Pakisztánban).